# Trudove, Novoaidar
Trudove (în ucraineană Трудове) este un sat în comuna Ștormove din raionul Novoaidar, regiunea Luhansk, Ucraina.

## Demografie
Componența lingvistică a localității Trudove
     Ucraineană (83,33%)
     Rusă (16,67%)
Conform recensământului din 2001, majoritatea populației localității Trudove era vorbitoare de ucraineană (83,33%), existând în minoritate și vorbitori de rusă (16,67%).